# Parafia św. Eugeniusza de Mazenod w Brampton
Parafia św. Eugeniusza de Mazenod w Brampton (ang. St. Eugene de Mazenod Mission) – parafia rzymskokatolicka położona, na północny zachód od Toronto, w Brampton, w prowincji Ontario, Kanada.
Jest ona parafią wieloetniczną w archidiecezji Toronto, z mszą w języku polskim dla polskich imigrantów. Prowadzą ją ojcowie oblaci.
Ustanowiona w 2008 roku. Parafia została dedykowana św. Eugeniuszowi de Mazenod.

## Grupy parafialne
- Rycerze Kolumba
- Towarzystwo Różańcowe
- Oaza Dzieci Bożych
- Koło Przyjaciół Misji Oblackich

## Nabożeństwa w j. polskim
- Pierwszy piątek miesiąca – 9:30; 18:00
- Niedziela – 8:00, 9:30 (w języku angielskim), 11:00 (z udziałem dzieci), 13:00, 18:00